# Annika Dries
Pour les articles homonymes, voir Dries.
Annika Dries, née le 10 février 1992 à San Diego (Californie), est une joueuse américaine de water-polo. Lors des Jeux olympiques d'été de 2012 elle a remporté la médaille d'or.

## Palmarès
- Jeux olympiques d'été de 2012
  -  médaille d'or au tournoi olympique